# Zápas na Letních olympijských hrách 1988 – muži, volný styl do 48 kg
Zápas ve volném stylu ve váhové kategorii do 48 kg probíhal na Letních olympijských hrách 1988 v Seongnamském Sangmu Gymnasium. O medaile se utkalo celkem 19 zápasníků.

## Turnajové výsledky
Zápasníci jsou rozděleni do dvou skupin. Je aplikován systém na dvě porážky.
Legenda
- TF — Lopatkové vítězství
- ST — Vítězství na technickou převahu, 12 bodů rozdíl
- PP — Vítězství na body, 1-7 bodů rozdíl, poražený s body
- PO — Vítězství na body, 1-7 bodů rozdíl, poražený bez bodů
- SP — Vítězství na body, 8-11 bodů rozdíl, poražený s body
- SO — Vítězství na body, 8-11 bodů rozdíl, poražený bez bodů
- P0 — Vítězství pro pasivitu, protivník bez bodů
- P1 — Vítězství pro pasivitu, vedoucí 1-7 bodů
- PS — Vítězství pro pasivitu, vedoucí 8-11 bodů
- DC — Vítězství z rozhodnutí, skóre 0-0
- PA — Vítězství pro soupeřovo zranění
- DQ — Vítězství pro soupeřovu diskvalifikaci
- DNA — Nenastoupil
- L — Porážky
- ER — Kolo vyřazení
- CP — Klasifikační body
- TP — Technické body

### Skupiny

#### Skupina A
| L      |                                   | CP       | TP     |                                   | L      |        |
| Kolo 1 | Kolo 1                            | Kolo 1   | Kolo 1 | Kolo 1                            | Kolo 1 | Kolo 1 |
| ------ | --------------------------------- | -------- | ------ | --------------------------------- | ------ | ------ |
| 0      | Reiner Heugabel (FRG)             | 4-0 TF   | 3:52   | Tümendembereliin Sükhbaatar (MGL) | 1      |        |
| 1      | Liang Dejin (CHN)                 | 1-3 PP   | 7-13   | Rajesh Kumar (IND)                | 0      |        |
| 0      | Mohammad Razigul (AFG)            | 3-1 PP   | 12-3   | Suryadi Gunawan (INA)             | 1      |        |
| 0      | Sergej Karamčakov (URS)           | 3-1 PP   | 7-1    | Ivan Conov (BUL)                  | 1      |        |
| 0      | Volker Anger (GDR)                | 3-1 PP   | 14-5   | Hour Jiunn-Yih (TPE)              | 1      |        |
| Kolo 2 |                                   |          |        |                                   |        |        |
| 0      | Reiner Heugabel (FRG)             | 4-0 TF   | 2:55   | Liang Dejin (CHN)                 | 2      |        |
| 2      | Tümendembereliin Sükhbaatar (MGL) | 1-3 PP   | 6-7    | Rajesh Kumar (IND)                | 0      |        |
| 1      | Mohammad Razigul (AFG)            | 1-3 PP   | 2-12   | Sergej Karamčakov (URS)           | 0      |        |
| 2      | Suryadi Gunawan (INA)             | 1-3 PP   | 4-10   | Volker Anger (GDR)                | 0      |        |
| 1      | Ivan Conov (BUL)                  | 4-0 ST   | 19-3   | Hour Jiunn-Yih (TPE)              | 2      |        |
| Kolo 3 |                                   |          |        |                                   |        |        |
| 0      | Reiner Heugabel (FRG)             | 3.5-0 SO | 12-0   | Rajesh Kumar (IND)                | 1      |        |
| 2      | Mohammad Razigul (AFG)            | 1-3 PP   | 3-10   | Ivan Conov (BUL)                  | 1      |        |
| 0      | Sergej Karamčakov (URS)           | 3-0 PO   | 2-0    | Volker Anger (GDR)                | 1      |        |
| Kolo 4 |                                   |          |        |                                   |        |        |
| 0      | Reiner Heugabel (FRG)             | 2-0 P0   | 5:01   | Sergej Karamčakov (URS)           | 1      |        |
| 2      | Rajesh Kumar (IND)                | 1-3 PP   | 8-11   | Ivan Conov (BUL)                  | 1      |        |
| 1      | Volker Anger (GDR)                |          |        | Bye                               |        |        |
| Kolo 5 |                                   |          |        |                                   |        |        |
| 2      | Volker Anger (GDR)                | 0-3 P1   | 4:28   | Reiner Heugabel (FRG)             | 0      |        |
| 1      | Sergej Karamčakov (URS)           |          |        | Bye                               |        |        |
| 1      | Ivan Conov (BUL)                  |          |        | Bye                               |        |        |
| Kolo 6 |                                   |          |        |                                   |        |        |
| 1      | Ivan Conov (BUL)                  | 3-0 PO   | 3-0    | Reiner Heugabel (FRG)             | 1      |        |
| 1      | Sergej Karamčakov (URS)           |          |        | Bye                               |        |        |

| Zápasník                          | L | ER | CP   | Tiebreaker |
| --------------------------------- | - | -- | ---- | ---------- |
| Ivan Conov (BUL)                  | 1 | -  | 14   | 4          |
| Sergej Karamčakov (URS)           | 1 | -  | 9    | 3          |
| Reiner Heugabel (FRG)             | 1 | -  | 16.5 | 2          |
| Volker Anger (GDR)                | 2 | 5  | 6    |            |
| Rajesh Kumar (IND)                | 2 | 4  | 7    |            |
| Mohammad Razigul (AFG)            | 2 | 3  | 5    |            |
| Suryadi Gunawan (INA)             | 2 | 2  | 2    |            |
| Hour Jiunn-Yih (TPE)              | 2 | 2  | 1    |            |
| Liang Dejin (CHN)                 | 2 | 2  | 1    |            |
| Tümendembereliin Sükhbaatar (MGL) | 2 | 2  | 1    |            |

#### Skupina B
| L      |                           | CP        | TP     |                         | L      |        |
| Kolo 1 | Kolo 1                    | Kolo 1    | Kolo 1 | Kolo 1                  | Kolo 1 | Kolo 1 |
| ------ | ------------------------- | --------- | ------ | ----------------------- | ------ | ------ |
| 1      | Alfredo Marcuño (ESP)     | 0-4 ST    | 0-16   | Tim Vanni (USA)         | 0      |        |
| 1      | Lee Sang-Ho (KOR)         | 0-4 PA    | 0:44   | Takaši Kobajaši (JPN)   | 0      |        |
| 0      | Nasser Zeinalnia (IRI)    | 4-0 ST    | 17-0   | William Delgado (COL)   | 1      |        |
| 0      | llyas Şükrüoğlu (TUR)     | 3-1 PP    | 8-1    | Amos Ojo Adekunle (NGR) | 1      |        |
| 0      | Mohamed El-Messouti (SYR) |           |        | Bye                     |        |        |
| Kolo 2 |                           |           |        |                         |        |        |
| 0      | Mohamed El-Messouti (SYR) | 3-1 PP    | 10-3   | Alfredo Marcuño (ESP)   | 2      |        |
| 1      | Tim Vanni (USA)           | 0-4 TF    | 1:48   | Takaši Kobajaši (JPN)   | 0      |        |
| 0      | Nasser Zeinalnia (IRI)    | 3-1 PP    | 4-3    | llyas Şükrüoğlu (TUR)   | 1      |        |
| 1      | William Delgado (COL)     | 3-1 PP    | 8-6    | Amos Ojo Adekunle (NGR) | 2      |        |
| 1      | Lee Sang-Ho (KOR)         |           |        | DNA                     |        |        |
| Kolo 3 |                           |           |        |                         |        |        |
| 1      | Mohamed El-Messouti (SYR) | .5-3.5 SP | 1-13   | Tim Vanni (USA)         | 1      |        |
| 0      | Takaši Kobajaši (JPN)     | 4-0 TF    | 3:23   | Nasser Zeinalnia (IRI)  | 1      |        |
| 2      | William Delgado (COL)     | 1-3 PP    | 6-9    | llyas Şükrüoğlu (TUR)   | 1      |        |
| Kolo 4 |                           |           |        |                         |        |        |
| 2      | Mohamed El-Messouti (SYR) | 0-4 ST    | 0-15   | Takaši Kobajaši (JPN)   | 0      |        |
| 1      | Tim Vanni (USA)           | 4-0 TF    | 4:25   | Nasser Zeinalnia (IRI)  | 2      |        |
| 1      | llyas Şükrüoğlu (TUR)     |           |        | Bye                     |        |        |
| Kolo 5 |                           |           |        |                         |        |        |
| 2      | llyas Şükrüoğlu (TUR)     | 1-3 PP    | 3-5    | Tim Vanni (USA)         | 1      |        |
| 0      | Takaši Kobajaši (JPN)     |           |        | Bye                     |        |        |
| Kolo 6 |                           |           |        |                         |        |        |
| 0      | Takaši Kobajaši (JPN)     | 3-1 PP    | 6-5    | llyas Şükrüoğlu (TUR)   | 3      |        |
| 1      | Tim Vanni (USA)           |           |        | Bye                     |        |        |

| Zápasník                  | L | ER | CP   |
| ------------------------- | - | -- | ---- |
| Takaši Kobajaši (JPN)     | 0 | -  | 19   |
| Tim Vanni (USA)           | 1 | -  | 14.5 |
| llyas Şükrüoğlu (TUR)     | 3 | 6  | 9    |
| Nasser Zeinalnia (IRI)    | 2 | 4  | 7    |
| Mohamed El-Messouti (SYR) | 2 | 4  | 3.5  |
| William Delgado (COL)     | 2 | 3  | 4    |
| Amos Ojo Adekunle (NGR)   | 2 | 2  | 2    |
| Alfredo Marcuño (ESP)     | 2 | 2  | 1    |
| Lee Sang-Ho (KOR)         | 1 | 1  | 0    |

### Finále
|                         | CP               | TP               |                        |                  |
| Zápas o 7. místo        | Zápas o 7. místo | Zápas o 7. místo | Zápas o 7. místo       | Zápas o 7. místo |
| ----------------------- | ---------------- | ---------------- | ---------------------- | ---------------- |
| Volker Anger (GDR)      | 4-0 DQ           |                  | Nasser Zeinalnia (IRI) |                  |
| Zápas o 5. místo        |                  |                  |                        |                  |
| Reiner Heugabel (FRG)   | 3-0 P1           | 4:27             | llyas Şükrüoğlu (TUR)  |                  |
| Zápas o 3. místo        |                  |                  |                        |                  |
| Sergej Karamčakov (URS) | 3-1 PP           | 3-1              | Tim Vanni (USA)        |                  |
| Finálový zápas          |                  |                  |                        |                  |
| Ivan Conov (BUL)        | .5-3.5 SP        | 4-16             | Takaši Kobajaši (JPN)  |                  |

## Finálové pořadí
1. Takaši Kobajaši (JPN)
2. Ivan Conov (BUL)
3. Sergej Karamčakov (URS)
4. Tim Vanni (USA)
5. Reiner Heugabel (FRG)
6. llyas Şükrüoğlu (TUR)
7. Volker Anger (GDR)